# Орлув (Сохачевський повіт)
Орлув (пол. Orłów) — село в Польщі, у гміні Нова-Суха Сохачевського повіту Мазовецького воєводства.
Населення — 141 особа (2011).

## Демографія
Демографічна структура станом на 31 березня 2011 року:
|          | Загалом | Допрацездатний вік | Працездатний вік | Постпрацездатний вік |
| -------- | ------- | ------------------ | ---------------- | -------------------- |
| Чоловіки | 71      | 20                 | 44               | 7                    |
| Жінки    | 70      | 14                 | 39               | 17                   |
| Разом    | 141     | 34                 | 83               | 24                   |